# 石川畳翠
石川 畳翠（いしかわ じょうすい、文化4年（1807年） - 天保12年6月15日（1841年8月1日））は、江戸時代後期の旗本・文人。3000石の大身旗本・東山石川家の当主で、蔵書家として知られた。晩年の曲亭馬琴との交流が深く、馬琴の「四友」の一人に挙げられる。通称は左金吾、諱は総誼。号は畳翠（あるいは畳翠軒）のほか、琴籟閑人、蟠松葊、麻谷外史がある。

## 生涯
石川家は3000石の大身旗本で、麻布古川町（三田古川町）に屋敷を構えた。松の木を愛好する人物であったという。
殿村篠斎・小津桂窓・木村黙老（「三友」）と合わせて馬琴の「四友」と称され、このうちでは最も若い友人であった。かれらは馬琴の著作に対する批評を行っており、畳翠は『八犬伝畳翠君評』や『侠客伝桂松評』（『開巻驚奇侠客伝』に対する桂窓との批評）などを手掛けている。
天保6年（1835年）から7年（1836年）にかけて、馬琴は畳翠の招きに応じてその屋敷に赴いている。天保7年（1836年）に刊行された『南総里見八犬伝』第九輯中套に漢文の序を寄せている（「琴籟閑人」名義）。
天保8年（1837年）には、馬琴が複製した『鎖国論』（ケンペル原著、志筑忠雄訳）写本の借覧を求めている。『鎖国論』（1801年成立）は江戸時代後期に広く写本が行われたが、馬琴は天保3年（1832年）に木村黙老（高松藩家老）から『鎖国論』の写本を借り、複製を作成していた（馬琴自身が書写したのではなく、職人を雇っている）。実は畳翠の申し入れの半年前に、馬琴はパトロンでもあった松坂の小津桂窓に『鎖国論』を売却していたが、馬琴は桂窓から『鎖国論』を借り、畳翠に貸している。畳翠は写本を制作する心づもりであったが、写本製作を任せるつもりであった家臣が多忙であるなど条件が整わず、ほどなく馬琴に返却した。馬琴は手元に『鎖国論』が戻ってきている際に写本を内密に作成した上で、桂窓に返却している。
天保12年（1841年）6月15日没、38歳。東山石川家代々の墓地である下谷坂下の大久寺（明治時代に東京都北区田端に移転）に葬られた。
『南総里見八犬伝』の完結（天保13年（1842年））を見ることはできなかった。『南総里見八犬伝』「回外剰筆」において馬琴は「広き大江戸に、知音の友は地を払て、今は一人もあらずなりぬ」（友は篠斎・桂窓・黙老といった遠方の人ばかりになった）と嘆いている。

## 著作
- 『松窓雑録』